# 安島安
安島 安（あじま やすし）は、江戸時代後期から明治時代の人物。幕末の志士、神官、教育家。族称は茨城県士族。家系は安島氏。遠い祖先を五十嵐国道といい、代々神官の家系で右京の百官名を世襲する。数世先の祖先に安島右京泰嘉がおり、祖父は安島右京泰弘、父は安島泰孚。常陸国久慈郡東小澤村大字神田に生まれる。学歴は茨城県立師範学校卒業。その後、師範学校訓導、結城郡水海道町高等小学校校長兼訓導を経て、茨城県内の学校長を歴任、茨城県内の学校教育、教育行政に功を残した。
祖先、五十嵐国道は久慈郡坂本村の人であったが、元禄年間に徳川光圀の命により、現住所に移住したとされる。安島安の家系は代々、神官の家系としてその名を知られていた。数世先の祖先 安島泰嘉は彰考館総裁丸山可澄と懇意であったといい、祖父・泰弘は会沢正志斎安の門人となるという。安島安の代に、神官を罷める。幕末においては父・安島泰孚とともに志士として活躍し、戸田忠太夫忠敞、藤田東湖彪、安島帯刀信立らの信頼を得て国事に奔走、その功により水戸藩主徳川権中納言斉昭より太刀を賜り士株に列せられた。明治時代は士族となり地租35円を受ける。
その後、師範学校を卒業した安島は、師範学校訓導を皮切りに、結城郡水海道町高等小学校長兼訓導久慈郡太田高等小学校長兼訓導に転じ、西茨城郡視学を歴任し勤続12年、地方教育の開拓に尽力した。在職6年にて病を得て職を辞し、田園に身を潜め、ひそかに教育への憂慮の念を抱いていたが、病が快癒したことで復職する。問題が山積し難治と称される東茨城郡川根尋常小学校長兼訓導として重厚堅実にして一流の手腕を振るう。その後も東茨城郡河和田尋常小学校などに転じ、学校教育を指導するなど茨城県の教育に尽力した。安島安の教え子は多士済々で、その後の茨城県ないし国の発展に広く寄与した人物も輩出したといわれている。
なお、茨城県立歴史館には、近代以降　西茨城郡関係の教育資料として安島安が茨城県西茨城郡視学として塙村長に宛てた学籍簿等用紙印刷取纏の件に付書状が所蔵されている。